# Jaroslav Pollák
Jaroslav Pollák (Nižný Medzev, Checoslovaquia; 11 de julio de 1947 – Košice, Eslovaquia; 26 de junio de 2020) fue un futbolista de Yugoslavia que jugó en la posición de centrocampista.

## Carrera

### Club
| Periodo   | Club                     |
| --------- | ------------------------ |
| 1965-1977 | VSS Košice               |
| 1977-1979 | FK Dukla Banská Bystrica |
| 1979-1980 | AC Sparta Praga          |
| 1981-1983 | Austria Salzburg         |
| 1983-1988 | ZŤS Košice               |

### Selección nacional
Jugó para Checoslovaquia en 49 ocasiones de 1968 a 1980 y anotó un gol; participó en la Copa Mundial de Fútbol de 1970 y en dos ediciones de la Eurocopa de fútbol, donde fue campeón en 1976.

## Logros

### Club
- Liga Nacional de Fútbol de Eslovaquia (1): 1972/73
- Copa de Checoslovaquia (1): 1979/80

### Selección nacional
- Eurocopa de fútbol (1): 1976

### Individual
- Equipo Ideal de la Eurocopa 1976.[3]